# Bazillac
Bazillac é uma comuna francesa na região administrativa de Occitânia, no departamento dos Altos Pirenéus. Estende-se por uma área de 10,28 km², Em 2010 a comuna tinha 358 habitantes (densidade: 34,8 hab./km²)..